# Heinz Tesar
Heinz Tesar (* 16. Juni 1939 in Innsbruck; † 18. Jänner 2024 in Baden bei Wien) war ein österreichischer Architekt.

## Leben
Heinz Tesar absolvierte die HTL in Innsbruck, wo unter anderem Norbert Heltschl sein Lehrer war, und studierte von 1961 bis 1965 Architektur an der Akademie der bildenden Künste Wien in der Meisterklasse von Roland Rainer, wo er als Mag. art. abschloss. Nach verschiedenen Auslandsaufenthalten in Hamburg (1959–1961), München (1965–1968) und Amsterdam (1971) eröffnete er 1973 sein eigenes Atelier in Wien. Ab 2000 hatte er zudem ein weiteres Büro in Berlin. Von 1972 bis 1977 war er Mitglied des Vorstandes der Österreichischen Gesellschaft für Architektur, von 2002 bis 2006 war er Mitglied des Baukollegiums der Stadt Zürich. 
Ab den 1980er Jahren lehrte er an verschiedenen Universitäten in Europa und Amerika:
- 1983 Visiting Professor an der Cornell University in Ithaca, New York
- 1985–1987 Gastprofessor an der ETH Zürich
- 1988 Visiting Professor an der Syracuse University, New York
- 1990 Visiting Professor Graduate School of Design, Harvard University, Cambridge, Massachusetts
- 1990–1991 Gastprofessor an der TU München
- 1992 Cass Gilbert Visiting Professor, University of Minnesota, Minneapolis
- 1995 Internationale Sommerakademie für Bildende Kunst Salzburg
- 1996–2000 Gastprofessur Istituto Universitario di Architettura di Venezia
- 1997–1998 Gastprofessur Hochschule für bildende Künste Hamburg
- 2000–2006 Gastprofessur Accademia di Architettura, Universität der italienischen Schweiz, Mendrisio

Für diverse internationale Wettbewerbsbeiträge hat er den ersten oder zweiten Rang erhalten: z. B. für das Klösterliareal in Bern (1981, nicht realisiert), die Universitätsbibliothek in Amiens (1991), die Neue Synagoge Dresden (1997, nicht realisiert), das Museum für Kunst und Design in Ingolstadt (2000, nicht realisiert) und das Museum für Medizin (MUSME) in Padua, Italien (2004).
Mit Wirksamkeit vom 17. Jänner 2020 wurde von der Landeshauptfrau von Niederösterreich das Erlöschen der Heinz Tesar verliehenen Befugnis eines Architekten festgestellt. Letzter Kanzleisitz (aufrechte Befugnis): Esteplatz 6/7, Wien-Landstraße.
Heinz Tesar verstarb im Künstlerheim in Baden bei Wien. Er wurde auf dem Friedhof der Feuerhalle Simmering bestattet.

## Ehrungen, Auszeichnungen, Preise

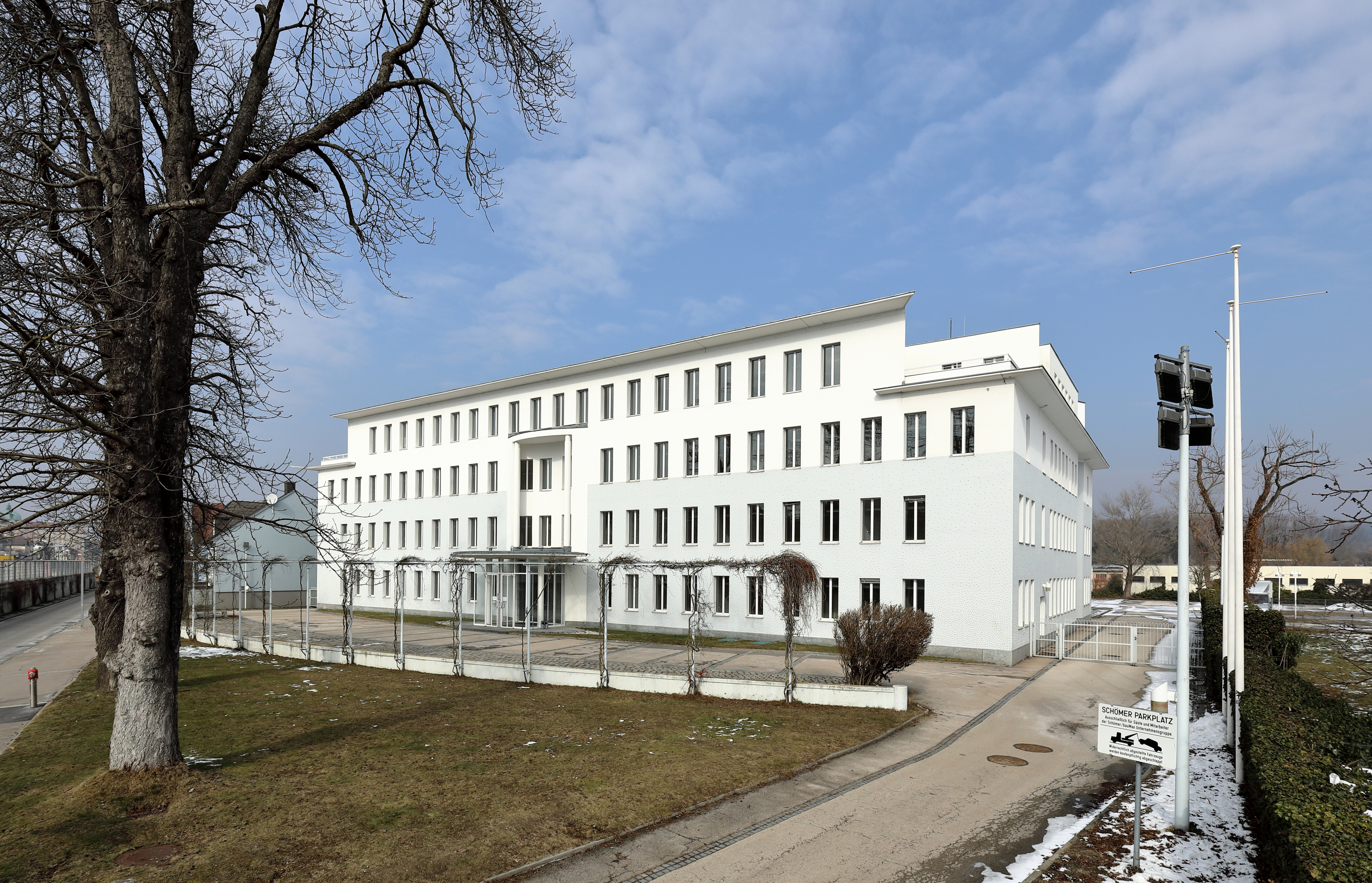
Schömer-Haus in Klosterneuburg

- 1979 Österreichischer Bauherrenpreis 1979 für die Pfarrkirche Unternberg im Lungau
- 1982 Österreichischer Würdigungspreis für Bildende Kunst
- 1983 Preis der Stadt Wien für Architektur
- 1986 Österreichischer Bauherrenpreis 1986 für die Wohnsiedlung Biberhaufenweg in Wien
- 1988 Österreichischer Bauherrenpreis 1988 für das Schömer-Haus in Klosterneuburg
- 1994 Österreichischer Bauherrenpreis 1994 für das Keltenmuseum Hallein
- 2000 Heinrich-Tessenow-Medaille in Gold
- 2011 Großer Österreichischer Staatspreis für Architektur[5]
- 2019 Ehrenmitgliedschaft der Österreichischen Gesellschaft für Architektur (ÖGFA)

## Bauten

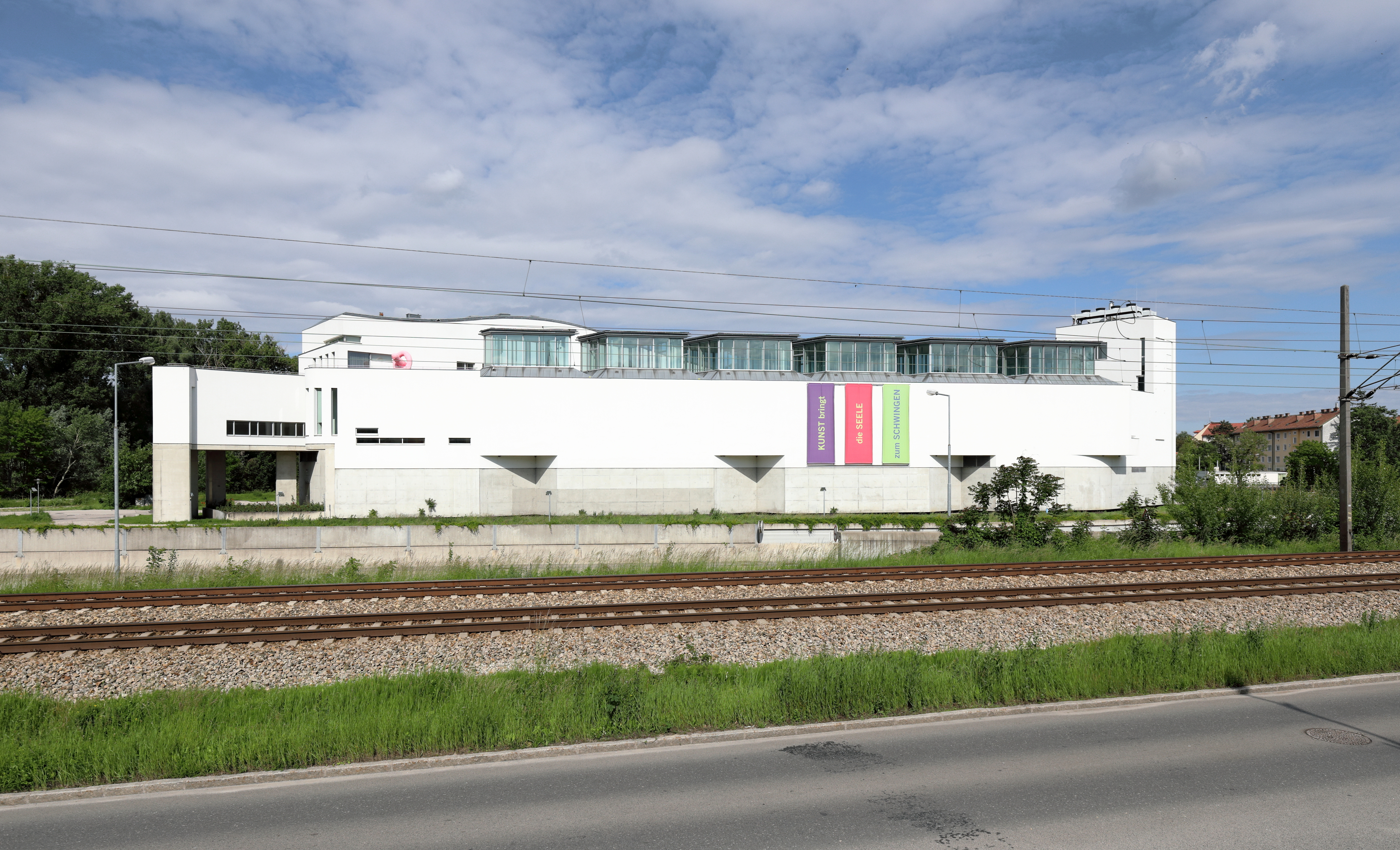
Museum Sammlung Essl, Klosterneuburg

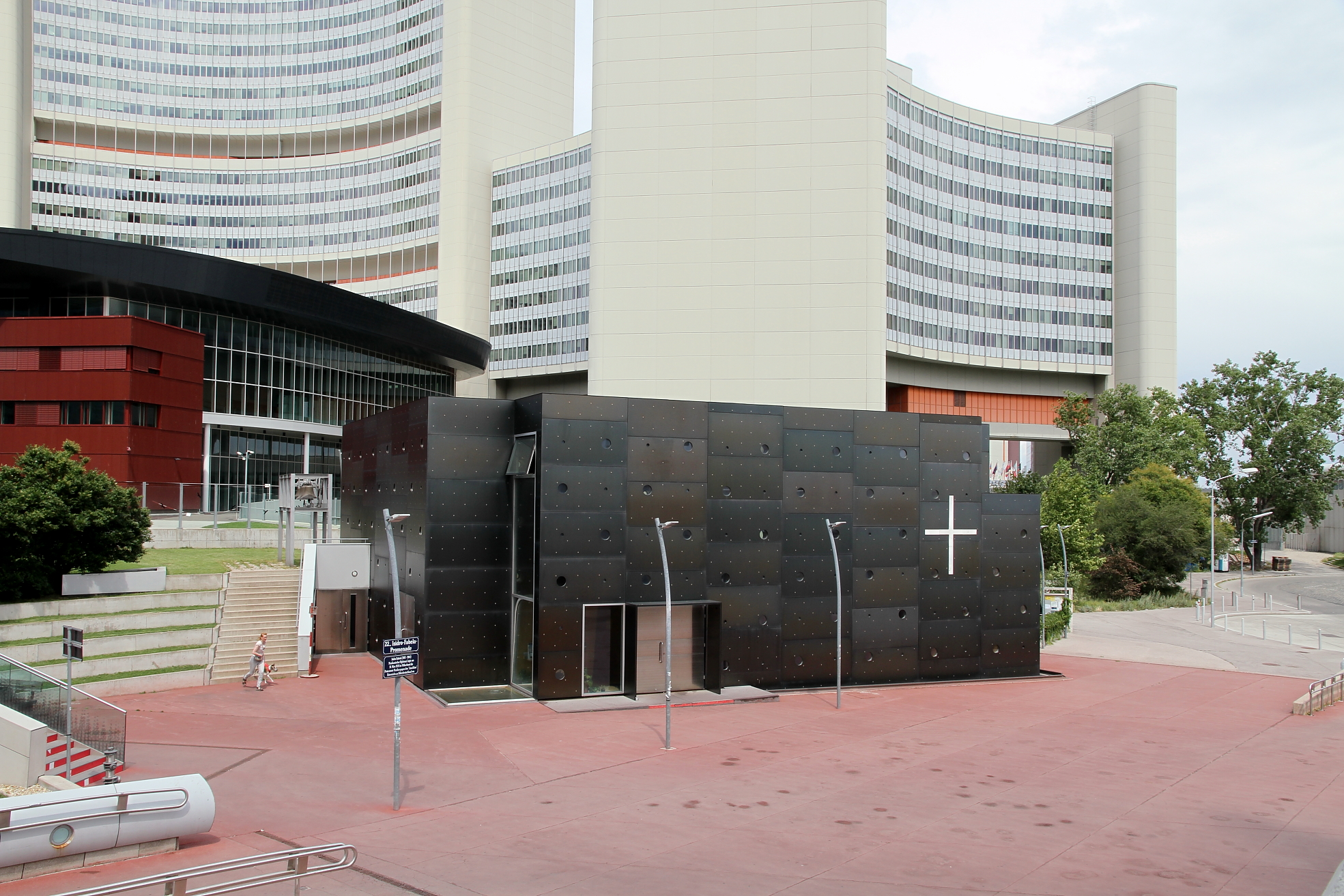
Donaucitykirche, Wien

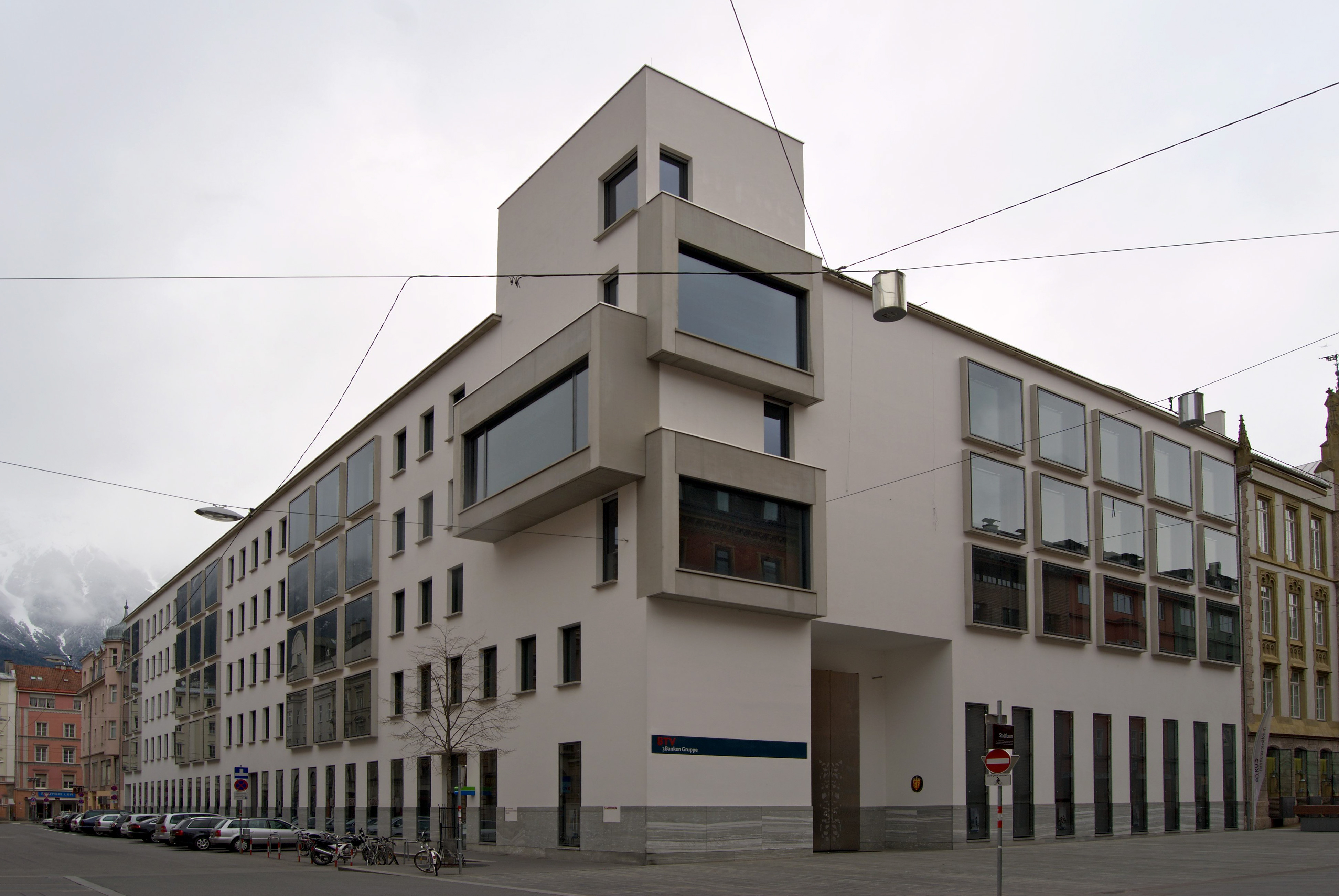
BTV-Stadtforum, Innsbruck

- 1973–1974 Umgestaltung des Kircheninneren und Empore der Moderne in der Pfarrkirche Schleedorf
- 1974–1977 Musik-Studio Peer, Steinach am Brenner,
- 1976–1979 Umbau Pfarrkirche Unternberg
- 1977–1986 Pfarrkirche, Aufbahrungshalle und Friedhof in Kleinarl
- 1976–1983 und 1985–1988 Wohnhäuser Einsiedlergasse, Wien-Margareten
- 1981–1983 Feuerwehrhaus Perchtoldsdorf
- 1981–1983 Haus Grass, Bregenz
- 1981–1985 mit Carl Pruscha und Otto Häuselmayer: Siedlung Biberhaufenweg, Wien Aspern
- 1984–1985 Erweiterung der Pfarrkirche Kleinarl
- 1985–1987 Haus Grobeckergasse, Wien
- 1986–1987 Schömer-Haus, Verwaltungsgebäude, Klosterneuburg
- 1987–1990 Kindertagesheim, Wohnhausanlage Wienerberggründe, Wien
- 1991 Gestaltung Koloman-Wallisch-Platz, Kapfenberg
- 1993–1995 Keltenmuseum Hallein
- 1995 Lagerhausareal, Sankt Gallen (Steiermark)
- 1995 Evangelische Kirche Klosterneuburg[6]
- 1994 Stadttheater/Stadtkino und Museum, Hallein, Umbau der von Wunibald Deininger 1925 errichteten Gebäude
- 1995 Haus am Zwinger, Dresden
- 1998–1999 Essl Museum, Klosterneuburg
- 1999 Donaucity-Kirche, Wien
- 1999 Haus am Zwinger, Dresden
- 2000–2005 Umbau Bode-Museum, Berlin
- 2001–2006 Teichgarten-Calvario im Stift Klosterneuburg
- 2001–2006 BTV-Stadtforum, Innsbruck
- bis 2013 Mutterhaus der Halleiner Schwestern Franziskanerinnen beim Schloss Kahlsperg[7]